# Liegi-Bastogne-Liegi 1961
La Liegi-Bastogne-Liegi 1961, quarantasettesima edizione della corsa, fu disputata il 15 maggio 1961 per un percorso di 248 km. Fu vinta dal belga Rik Van Looy, giunto al traguardo in 6h44'34" alla media di 37,224 km/h, precedendo il francese Marcel Rohrbach e l'altro belga Armand Desmet. 
I corridori che portarono a termine la gara al traguardo di Liegi furono in totale 38.

## Ordine d'arrivo (Top 10)
| Pos. | Corridore               | Squadra         | Tempo    |
| ---- | ----------------------- | --------------- | -------- |
| 1    | Rik Van Looy            | Faema           | 6h44'34" |
| 2    | Marcel Rohrbach         | Peugeot-BP      | s.t.     |
| 3    | Armand Desmet           | Faema           | s.t.     |
| 4    | Piet van Est            | Faema           | a 42"    |
| 5    | Guillaume Van Tongerloo | Faema           | s.t.     |
| 6    | Emile Daems             | Philco          | s.t.     |
| 7    | Pierre Ruby             | Peugeot-BP      | s.t.     |
| 8    | Luis Otaño              | Saint-Raphaël   | s.t.     |
| 9    | Alfons Hermans          | Dr. Mann        | s.t.     |
| 10   | Joseph Planckaert       | Wiel's-Flandria | s.t.     |